# Międzynarodowe Konfrontacje Muzyczne „Pop Session”
Międzynarodowe Konfrontacje Muzyczne „Pop Session” (wcześniej Międzynarodowe Spotkania z Muzyką Pop i Rock „Pop Session”) – impreza organizowana w latach 1975–1981 przez Bałtycką Agencję Artystyczną BART z Sopotu oraz Polską Agencję Artystyczną Pagart. Koncerty odbywały się w amfiteatrze sopockiej Opery Leśnej. Pop Session uznawane jest za najważniejszą w latach 70. XX wieku, rockową imprezę cykliczną.

## Historia
Był to jedyny wówczas polski festiwal, który był w swym założeniu miejscem konfrontacji osiągnięć polskiej muzyki rozrywkowej z trendami jakie panowały na rynkach muzycznych krajów ówczesnego Bloku wschodniego i nie tylko. Jak pisali organizatorzy, był to festiwal bez nagród, bez wyścigów po trofea i laury, wreszcie bez zbędnego szpanu i zadęcia. Obok polskich wykonawców, w festiwalu brały udział grupy zagraniczne. 
W 1975 roku jako gwiazda wystąpili zespół Puhdys (ówczesna NRD) oraz Sarolta Zalatanay (Węgry). W 1976 roku Mud (Wielka Brytania), Locomotiv GT (Węgry) i Generál (Węgry). Wówczas zadebiutowało też gdańskie Kombi.
Od 1978 roku festiwalowi towarzyszyły koncerty w ramach Muzyki Młodej Generacji, odbywające się w sopockim Teatrze Letnim. W 1978 wystąpiły zespoły: Drive z Krakowa, Exodus z Warszawy, Heam z Poznania, Kombi z Gdańska i śląski Krzak. W 1979: Kasa Chorych z Białegostoku, Kwadrat z Katowic, Orkiestra Do Użytku Wewnętrznego z Kielc, Res Publica z Torunia, oraz Mech, Onomatopeja i Rock Union z Warszawy. 
W 1980 roku podjęto decyzję o przeniesieniu przeglądu do Jarocina, gdzie w latach siedemdziesiątych odbywały się Wielkopolskie Rytmy Młodych. 
W tym roku festiwal odbył się w dniach 13-15 lipca pod kierownictwem programowym Zygmunta Kiszakiewicza. Wystąpili: Na scenie Opery Leśnej – Magdeburg, Modry Efekt (CSRS), Freddie Hubbard Band (USA), Porter Band, Kasa Chorych, Kwadrat, Maanam, Mech, Stanisław Soyka i Krystyna Prońko. W Teatrze Letnim – m.in. Kryzys, Dżem, Cytrus, Mietek Blues Band i Ogród Wyobraźni.
Ostatni festiwal w ramach Pop Session odbył się w roku 1981. Radą programową kierował wówczas Marian Zacharewicz. Wystąpili m.in. ETC (Czechosłowacja), Silly (NRD), Maanam, Kryzys, De Press, Dżem, Krzak, Ogród wyobraźni, Mietek Blues Band, LSD oraz jako kwintet (z wokalistą Markiem Piekarczykiem) zadebiutowała na scenie grupa TSA.